# Eberhard Stammer
Eberhard Stammer (* 25. Juni 1888 in Leipe, Landkreis Falkenberg, Oberschlesien; † 18. Mai 1966 in Peine) war ein deutscher Politiker (GB/BHE) und Mitglied des Niedersächsischen Landtages.

## Leben
Eberhard Stammer besuchte das Brieger Gymnasium. Er wurde im Jahr 1909 als Fahnenjunker Mitglied des Infanterie-Regiments Nr. 63 in Oppeln. Im Ersten Weltkrieg erlitt er schwere Verwundungen. Er gehörte der Wehrmacht durchgängig bis zum Ende des Zweiten Weltkrieges an und wurde auch in diesem Krieg mehrfach schwer verletzt. Seine Familie wurde im Jahr 1946 aus Schlesien vertrieben, er selbst 1947 aus der Kriegsgefangenschaft entlassen.
Danach arbeitete er bis 1952 in der Betreuung von Flüchtlingen.
Politisch wirkte er im GB/BHE als erster Kreisvorsitzender des Peiner Kreisverbandes. In Rötzum wurde er von 1948 bis 1952 Gemeinderatsmitglied, in der Zeit von 1951 bis 1952 Bürgermeister, ab 1952 Kreistagsmitglied.
Vom 15. Juli 1953 bis 5. Mai 1955 war er Mitglied des Niedersächsischen Landtages (2. Wahlperiode), bis 19. April 1955 gehörte er der GB/BHE-Fraktion an.